# Kazuo Imanishi
Kazuo Imanishi, född 12 januari 1941 i Hiroshima prefektur, Japan, är en japansk tidigare fotbollsspelare.